# Hombourg-Budange
Hombourg-Budange település Franciaországban, Moselle megyében. Lakosainak száma 544 fő (2022. január 1.). Hombourg-Budange Kédange-sur-Canner, Aboncourt, Dalstein, Ébersviller, Kemplich, Klang, Luttange és Metzeresche községekkel határos.

## Népesség
A település népességének változása:
| Lakosok száma | 423  | 459  | 440  | 508  | 529  | 545  | 556  | 543  | 553  | 544  |
|               | 1968 | 1982 | 1990 | 2006 | 2013 | 2015 | 2017 | 2019 | 2020 | 2022 |